# Abigail Hobbs
Abigail Hobbs era una chica de entre 14 y 16 años de edad cuando fue arrestada acusada de brujería el 18 de abril de 1692, junto con Giles Corey, Mary Warren, y Bridget Bishop. Antes de vivir en la aldea de Salem, ella y su familia habían vivido en Casco (Maine), en la frontera de la Provincia de la Bahía de Massachusetts, durante un tiempo en que hubo muchos ataques de los Wabanaki. Su padre William y su madrastra Deliverance Hobbs, también fueron acusados de brujería.
Durante sus exámenes múltiples por magistrados locales entre abril y junio de 1692, Abigail confesó y acusó a otros de brujería, incluyendo a John Proctor. En su juicio, en septiembre, se declaró culpable de ambas acusaciones en su contra, una por afligir a Mercy Lewis y otra por convenio con el Diablo. En su examen, el 20 de abril de 1692, Abigail Hobbs acusó a George Burroughs, el ministro anterior de Salem, de ser brujo. Con el nombramiento del ministro Burroughs, un respetado miembro de la comunidad, muchas acusaciones surgieron subiendo la jerarquía social de los acusados.
El gobernador William Phips otorgó a la familia Hobbs un respiro en enero de 1693, después de que el juez jefe William Stoughton hubiera firmado la orden de ejecución. Su padre solicitó al Tribunal General que le indemnizara por los gastos de 40 libras que le costó el encarcelamiento de la familia, pero dijo que estaba dispuesto a aceptar 10 libras esterlinas, que la Corte le concedió en 1712. Ella fue uno de los nombrados en la Ley de Reversión por la Corte General de Massachusetts, el 17 de octubre de 1711.